# 都留市商家資料館
都留市商家資料館（つるししょうかしりょうかん）は山梨県都留市上谷にある郷土資料館。大正期に当地域で盛んに生産された絹織物の問屋兼住居として1921年（大正10年）頃に立てられた建物で、旧仁科家住宅（きゅうにしなけじゅうたく）の名称で1993年（平成5年）に都留市の有形文化財に指定された。

## 概要
旧仁科家住宅（現：都留市商家資料館）は1922年（大正11年）に谷村町において郡内織物会社を経営していた仁科源太郎が建てた絹織物問屋である。仁科家は代々、郡内織（甲斐絹）を商い、織物の街として栄えた谷村を支え、関東大震災や第二次世界大戦などの災害を免れて今日に至り、1993年（平成5年）1月18日に都留市重要有形文化財に指定され、同年4月29日に商家資料館として開館した。
瓦葺・切妻屋根の2階建て土蔵造りで、丈夫な作りになっており1949年（昭和24年）に339世帯を焼失させる甚大な被害をもたらした谷村町大火を免れるほどであった。建築様式は、書院造の和風部分と接客の際に用いた大壁造りの洋風部分の和洋折衷となっており、当時としては大変珍しく粋な建築物であった。絹織物で繁栄した谷村町に関わる資料や当時の生活道具などが展示されている。

## 建築
主家は、間口8間・奥行6間の延べ79畳であり、瓦葺・切妻・平入・土蔵造の2階建てである。建築様式は、書院造の和風部分と大壁造りの洋風部分の和洋折衷となっている。

### 1階
玄関の間

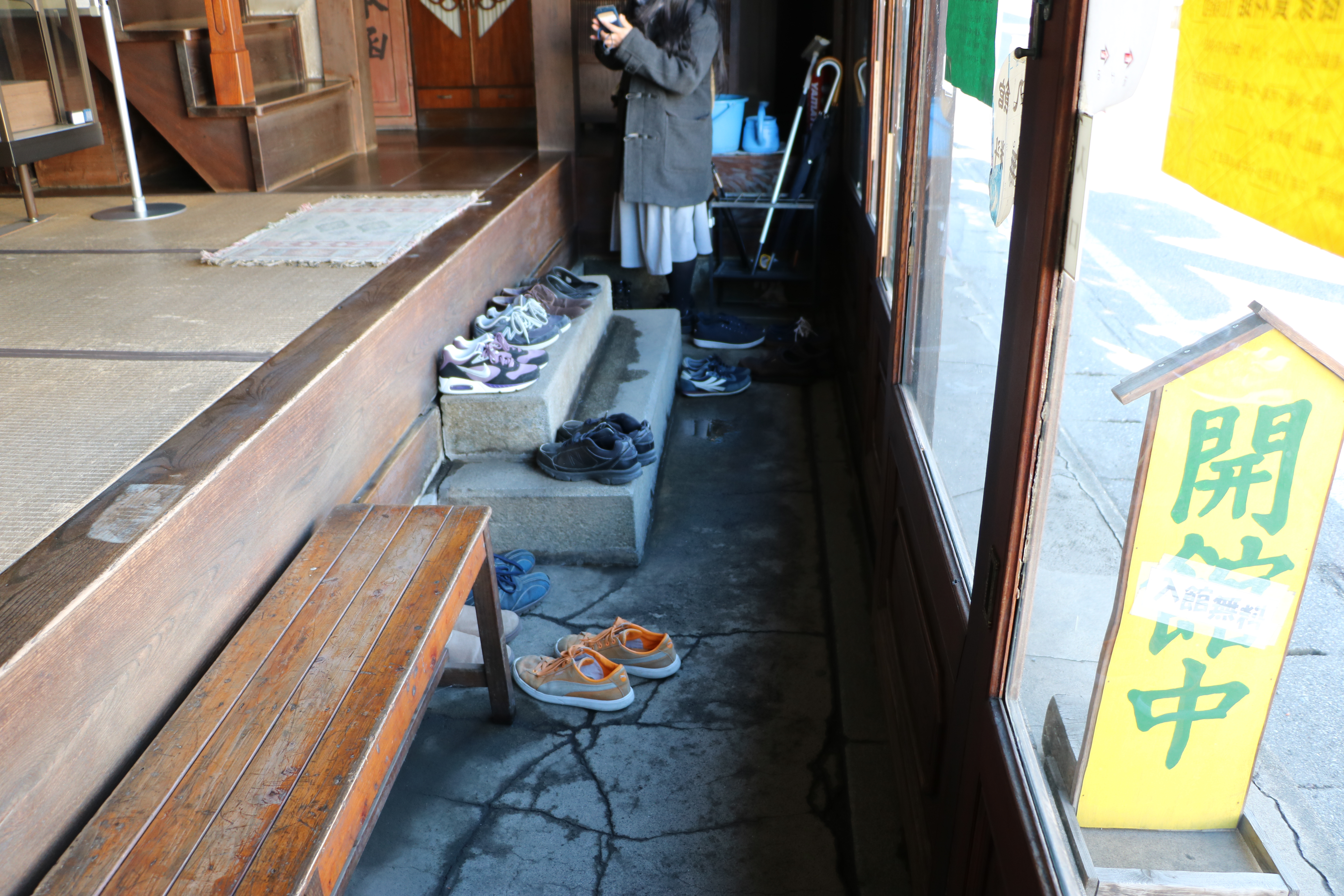
土間と帳場の畳までの高さが68cmもある。

間口5間半の入り口に面した土間と16畳の部屋。天井の高さが3.3メートル、土間から畳までの高さが68センチメートルあり、荷の出し入れが容易なように造られている。基礎部分には、切石を2重に回し、その上に栗材を土台として框を置いている。框には継ぎ目のない4間半の1本の欅を使用している。
奥の間

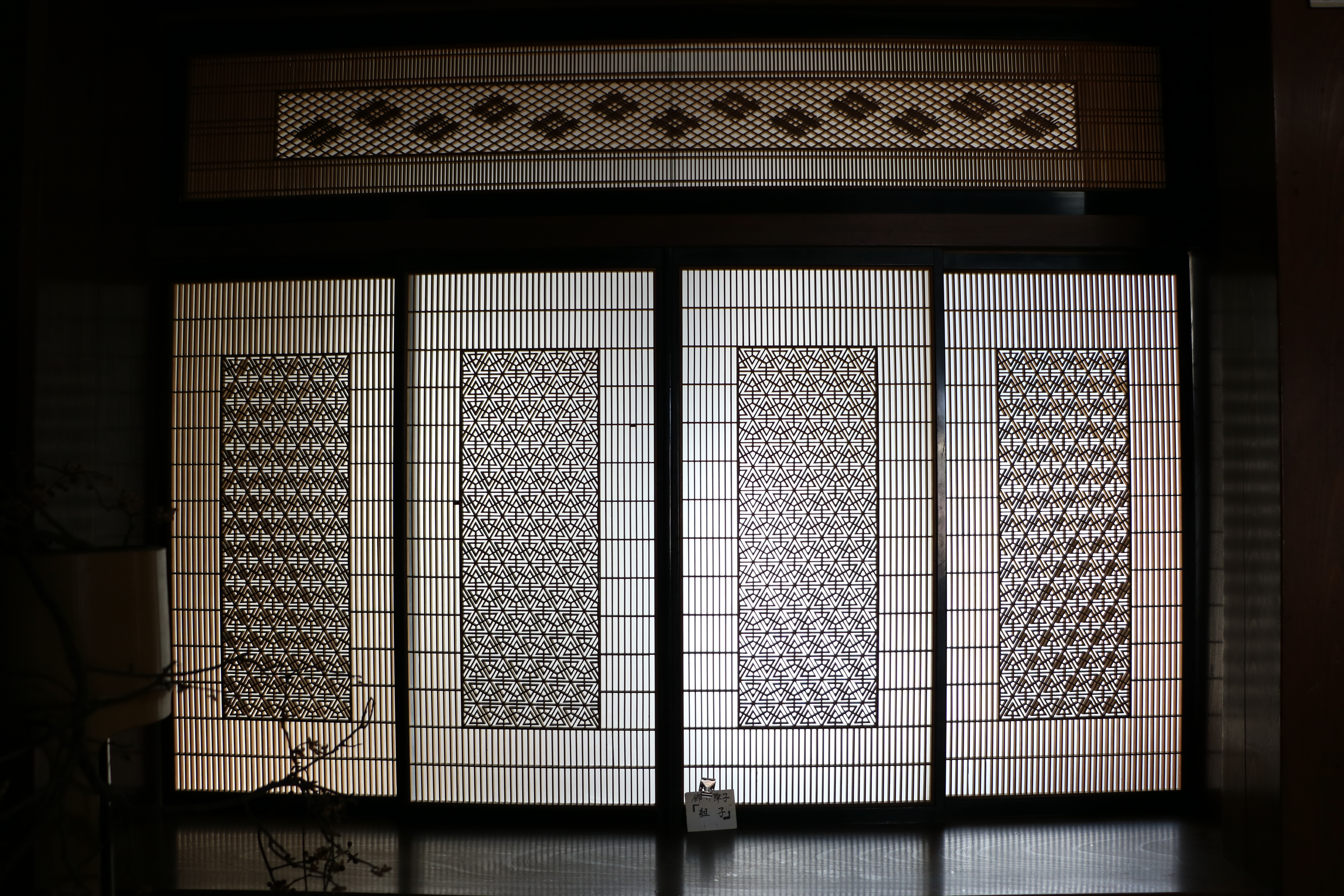
緻密な細工の組子（障子細工）

書院造の10畳間。幅9尺の床の間に対して部屋の畳も縁無しの9尺の畳2枚が用いられている。天井板には屋久杉の正目を、床柱には銘木鉄刀木（たかやさん）を使用している。付書院には2種類の組子細工が施されている。
茶の間
10畳間。4本の千本格子戸は裏面が「はめ込み障子」となっており、季節によって取り外しができる。　
廊下
廊下の板には欅の木を、天井板には屋久島産の杉板を使用している。
応接間

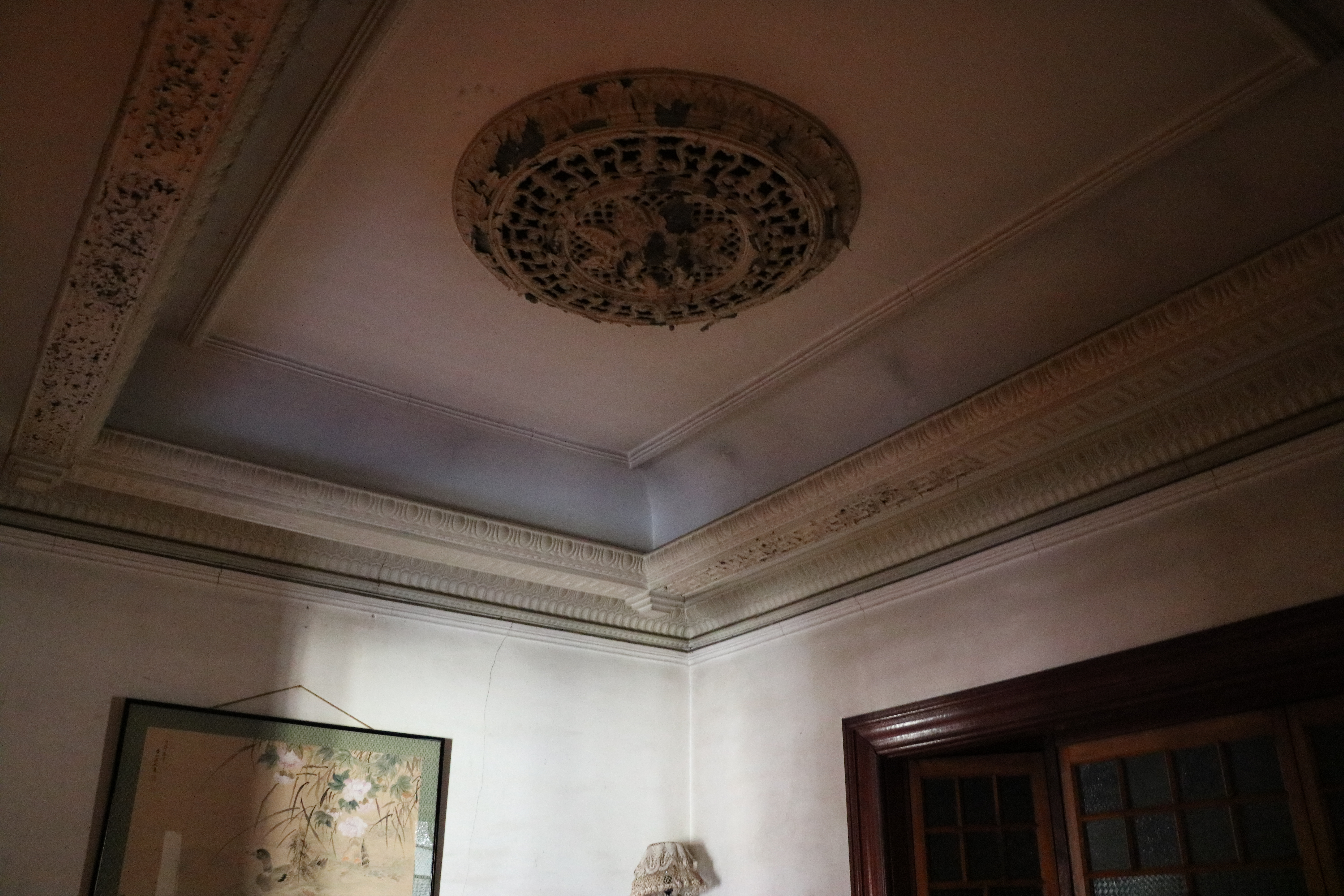
洋間の天井装飾

大壁造り。入り口は、店の入り口とは別に造られ、外から直接出入りすることができる。間接照明が使用されている。床は絨毯の厚みだけ、低く施工してある。応接間の隣には、大型の仏壇が安置された板張りの仏間がある。応接間と仏間の間にはストーブが設置されている。

### 2階
前面に8畳間、後方に10畳間ふたつが並び、階段を挟んで7畳間がふたつある。床の間は1階同様に9尺・6尺の造りになっており、床柱には黒柿が使用されている。また、障子の横桟は全て「塵返し」と呼ばれる、斜めの桟を縦の桟に対して組み込む製法である。

## 展示物

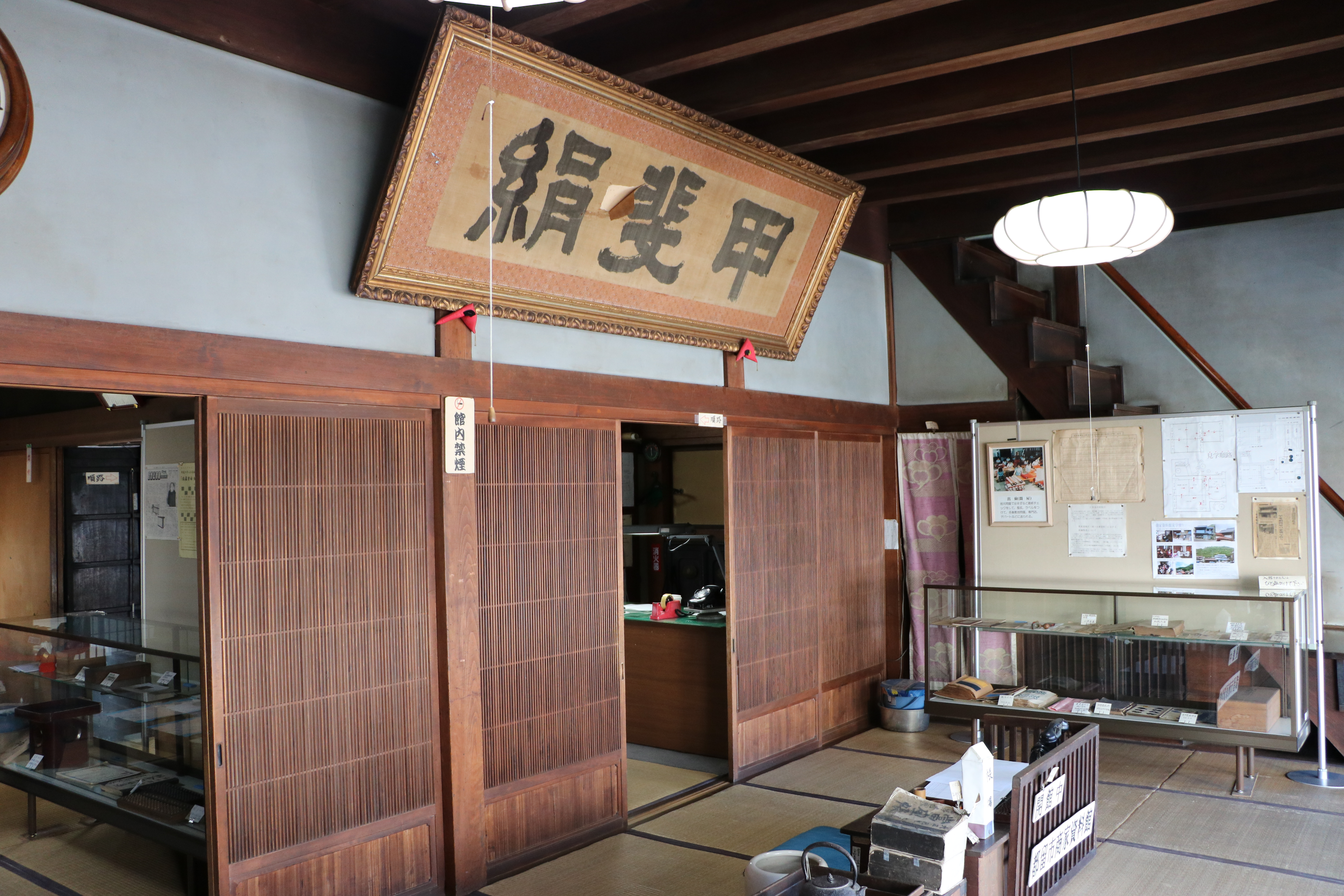
玄関の間（帳場）

展示物は主に仁科家の取引資料などが展示されている。
- 1階には取引に欠かすことのできない帳場格子対の帳場机、文箱などが置かれており、当時の織物問屋の様子を再現している。展示ケースの中には仁科家の得意先控え・注文書・甲斐絹の色、生地見本などが展示されている。また、時計、掛け軸など当時使われていた家財道具も配置されている。
- 2階には昭和初期の蓄音機やレコード、計算機、地場産業としての絹織物の展示や1912年（明治45年）当時の甲斐絹の種類別生産地図、染色あい工場の布地見本が展示されている。また織物に関係なく当時使われていた品々を並べる。

## 利用情報
- 開館時間 10時から16時
- 休館日 月・水・金曜日（祝日は開館）、祝日の翌日、年末年始（12月28日 - 1月4日）、館内整理日
- 入場料 無料

（50名以上の団体の場合は事前に連絡が必要）

## 交通アクセス
- 富士山麓電気鉄道富士急行線谷村町駅下車徒歩3分